# 加瀬次郎
加瀬 次郎（かせ じろう、1954年12月27日 - ）は、日本の元柔道家（八段）。東京都出身。講道館指導員・京葉ガス柔道部部長。

## 経歴
東京都墨田区に、4人兄妹の末っ子として生まれる。小学校4年次の1964年、近所の柔道場に通う親戚の兄の影響で柔道に惹かれ、父の勧めもあり柔道の総本山・講道館へ入門。また、講道館へ週3,4日の稽古に通う傍ら、一方で相撲もやっていた。
小学校・中学校時代は柔道と相撲を並行して続けるが、元来腕力のあった加瀬は相撲の方が先に芽が出たようで、大会でも好成績を収め、周辺の強豪高校からスカウトされる程であった。
しかし、相撲が裸で行う競技のため“寒い”のに加え、体の密着した体捌きが苦手だった加瀬も相撲の道を断念する。
吾嬬第二中学校時代の加瀬は、腕相撲の東京都大会（団体戦）で優勝などの成績を残すが、柔道の実力は都大会ベストでも8止まりで目立つ存在ではなかった。当時の加瀬は海が好きで、将来は船の船長を夢見る、どこにでもいる中学生だった。しかし、近隣県からチャンピオンが集まる超強豪校・修徳高校の田渕裕己監督（当時）から「お前も欲しい」と言われた事がきっかけで、修徳高校柔道部に籍を置く決意をする。
高校時代の稽古は大変厳しく、合宿では夜中に突然起こされて稽古させられたり、「お前たちは稽古だけしてればいい」と修学旅行にも行かせて貰えなかった様である。猛稽古の甲斐もあり高校3年次には都大会の個人戦で優勝しインターハイに出場するが、大会直前に急性虫垂炎で開腹した事もあり、ベスト8止まりであった。
1973年に高校を卒業すると田渕監督の母校・明治大学に入学。同大学では吉永浩二や、後に世界選手権で銀メダルを獲得する原吉実に稽古をつけてもらった。大学2年次には団体戦レギュラーの座を掴んだほか、プライベートではTXN系列の人気深夜番組『勝ち抜き腕相撲』で、当時最高の17人抜を記録した（しかも胃癌の疑いで、胃の4/5を摘出した療養中での偉業達成であった）。柔道部主将として迎えた大学4年次の1976年には全日本学生体重別選手権で全国優勝したほか、講道館で開催された第1回講道館杯でも準優勝に輝いた。
翌1977年、明治大学を卒業し明大OBの鳥海又五郎の勧めで京葉ガスに入社。同社では全柔連強化選手の採用は初めてであった。入社1年目に全日本実業選手権の1部（=年齢無制限）で個人優勝を果たすと、入社2年目には万年2部であった柔道部を1部に昇格させる原動力となった。この頃の事を加瀬は「仕事は午前のみで午後は稽古という生活を送る自分に対し当初は社内の風当たりも強かったが、結果を残すにつれ社内でも応援してくれる人が増えていった」と述懐している。
1980年・1981年と太平洋選手権で個人優勝。また国内の大会でも存在感を示し、1980年4月の全日本選手権では中量級の体格ながらベスト8に入る健闘を見せたほか、翌81年には、4月の講道館杯の決勝戦で日蔭暢年（岩手県警）を破り自身2回目の優勝、続く6月の全日本選抜体重別選手権でも決勝で新和巳（兵庫県警）を下し初優勝し、同年の世界選手権で日本代表の座を射止めた。
オランダのマーストリヒトで開催された世界選手権では、不運にも初戦（シードのため2回戦）で負傷してしまう。加瀬も痛みを堪えながらも勝ち進むが、決勝戦でイギリスのニール・アダムスから腕挫十字固で一本を取られ、銀メダルに甘んじた。この大会について加瀬は「初戦でケガをした時点で負けていた」と語っている。
世界選手権後も中量級の第一人者として全日本選抜体重別選手権・講道館等で活躍したほか、主将として京葉ガス柔道部を牽引し、選手・監督・マネージャーの1人3役をこなしていた。1986年の全日本実業団体戦（1部）では、それまで同大会を6連覇していた新日本製鐵を決勝で破り、1部昇格8年目にして念願の初優勝に輝いた。翌87年には連覇を達成。
引退後は京葉ガスや講道館にて後進の指導にあたる。現役時代を振り返り、「大きくない体格ながら（体重無差別の）全日本選手権に5回も出場できた事が最大の誇りです」と述べている。

## 主な戦績
- 1976年 -　講道館杯（78kg級）　2位

全日本学生体重別選手権（78kg級）　優勝
- 1977年 -　全日本実業個人選手権（1部）　優勝
- 1979年 -　全日本選抜体重別選手権（78kg級）　3位

講道館杯（78kg級）　2位
- 1980年 -　全日本選抜体重別選手権（78kg級）　3位

講道館杯（78kg級）　3位
- 1981年 -　世界選手権（78kg級）　2位

全日本選抜体重別選手権（78kg級）　優勝
講道館杯（78kg級）　優勝
- 1982年 -　全日本実業個人選手権（3部）　優勝
- 1983年 -　全日本選抜体重別選手権（78kg級）　2位

講道館杯（78kg級）　2位
- 1984年 -　全日本選抜体重別選手権（78kg級）　3位

講道館杯（78kg級）　優勝
- 1985年 -　全日本実業個人選手権（2部）　優勝